# Liste der Kulturdenkmäler in Mogendorf
In der Liste der Kulturdenkmäler in Mogendorf sind alle Kulturdenkmäler der rheinland-pfälzischen Ortsgemeinde Mogendorf aufgeführt. Grundlage ist die Denkmalliste des Landes Rheinland-Pfalz (Stand: 21. Dezember 2021).

## Einzeldenkmäler
| Bezeichnung    | Lage                                 | Baujahr                            | Beschreibung                                               | Bild                           |
| -------------- | ------------------------------------ | ---------------------------------- | ---------------------------------------------------------- | ------------------------------ |
| Kriegerdenkmal | Am Bollscheid, auf dem Friedhof Lage | 20. Jahrhundert                    | Kriegerdenkmal 1914/18                                     | weitere Bilder Fotos hochladen |
| Brunnen        | Fuhrgasse Lage                       | zweite Hälfte des 19. Jahrhunderts | Laufbrunnen, Gusseisen, zweite Hälfte des 19. Jahrhunderts | weitere Bilder Fotos hochladen |